# Szputnyik-program
A Szputnyik-program (magyar: útitárs, kísérő) a korai szovjet műholdak kifejlesztésére és indítását biztosító űrprogram neve. Ennek keretében különféle felépítésű és célú űreszközöket készítettek és juttattak Föld körüli pályára.

## Küldetés
A Szputnyik-válság a hidegháború egyik fordulópontja volt, ami 1957. október 4-ével kezdődött, mikor is a Szovjetunió Föld körüli pályájára indította a Szputnyik-1 műholdat. Az Egyesült Államok azt hitte magáról, hogy ő az űrtechnológia éllovasa és így ő vezeti a hadászati rakéta-fejlesztéseket is. A Szputnyik-1 meglepetésszerű fellövése és az Egyesült Államok első két kudarcba fulladt rakétaindítási kísérlete bebizonyította, hogy ez nem így van. Ezt követően megkezdődött a világűr meghódításáért folyó verseny, mely az Apollo-programhoz és a Szputnyik-válságot lényegében lezáró, 1969-es Holdra-szálláshoz vezetett.
A Szovjetunió által 1957-1958-ban felbocsátott első három mesterséges műhold neve. A Szputnyikokat az első interkontinentális rakéta (ICBM) felhasználásával alkotott kétlépcsős mesterséges hold volt Föld körüli pályán. A program feladata a világűr részletes vizsgálata, az emberes űrrepülés előkészítése. A Vosztok-programhoz biztosított tudományos adatokat.

## Jellemzői
Az első mesterséges hold, a Szputnyik–1 az űrkorszak kezdetét jelentette. A Szputnyik–1 felbocsátásával a Szovjetunió és az Egyesült Államok között új front nyílt a hidegháborúban, beindult az űrverseny. A Szputnyik–2 űrbiológiai mesterséges hold volt, utasa Lajka, az eszkimókutya volt. A Szputnyik–3 komplex műszer-felszerelésű mesterséges műhold volt, energiaellátását az első napelemtáblák biztosították. A további Szputnyik elnevezésű egységek, a Szputnyik–4, a Szputnyik–5, a Szputnyik–6, a Szputnyik–9 és a Szputnyik–10 a Vosztok-program keretében tervezett emberes űrrepülést szolgáltak előkészíteni. Következhetett az első emberes űrrepülés végrehajtása, Jurij Alekszejevics Gagarin űrhajós személyében.